# One Vanderbilt
One Vanderbilt är en skyskrapa på Manhattan i New York, New York i USA.
Den uppfördes mellan februari 2017 och den 13 september 2020 till en totalkostnad på 3,3 miljarder amerikanska dollar. Skyskrapan har en totalhöjd om 427,02 meter och officiellt 93 våningar men endast 59 av dessa är användningsbara. På våningarna 90–93 finns det ett observationsdäck, ett konstgalleri, ett kafé samt en bar, allt går under namnet "Summit One Vanderbilt".
Företag som har verksamhet i byggnaden är bland annat Carlyle Group och Toronto-Dominion Bank.